# Aaron Leya Iseka
Aaron Leya Iseka (* 15. November 1997 in Brüssel) ist ein belgischer Fußballspieler. Der Stürmer ist der jüngere Bruder von Michy Batshuayi.

## Karriere
Leya Iseka, der kongolesische Wurzeln hat, verbrachte annähernd seine komplette Jugendkarriere beim belgischen Rekordmeister RSC Anderlecht. Mit der Mannschaft war er in diversen Nachwuchsspielklassen erfolgreich und nahm mit der U-19-Mannschaft unter anderem an der ersten UEFA Youth League 2013/14 teil. Dort wurde er vom langjährigen Jugendtrainer René Peeters in allen sechs Partien seiner Mannschaft eingesetzt und erzielte vier Tore. Auch in der folgenden Saison nahm er mit seinem Team unter Trainer Mohamed Ouahbi an der UEFA Youth League teil. Er erzielte neun Treffer in acht Spielen und war hinter Dominic Solanke vom FC Chelsea (12 Tore) zweitbester Torschütze des Turniers. Mit der Mannschaft zog er ins Halbfinale ein und unterlag dort der Jugend des ukrainischen Vereins Schachtar Donezk mit 1:3. Saisonübergreifend brachte es Leya Iseka bis Juli 2015 auf 14 UEFA-Youth-League-Einsätze und 13 Tore. Im Jahre 2014 nahm er am Torneo di Viareggio teil und wurde in sechs der sieben Begegnungen seiner Mannschaft eingesetzt. Er erzielte vier Tore und unterlag mit dem Team in der Verlängerung im Finale gegen den Nachwuchs des AC Mailand.
Für das Profiteam des RSC Anderlecht, bei dem er einen Vertrag mit einer Laufzeit bis Sommer 2020 besitzt,  gab der Rechtsfüßer in der Saison 2014/15 sein Profidebüt. Sein erstes Pflichtspiel für die Profis absolvierte er am 3. Dezember 2014 bei einem 4:1-Sieg im Achtelfinale des belgischen Fußballpokals 2014/15 über den KV Mechelen, als er in der 75. Minute für Gohi Bi Cyriac auf das Spielfeld kam. Danach folgten weitere Pokaleinsätze, unter anderem auch bei der 1:2-Finalniederlage gegen den FC Brügge, als er die Vorlage zum einzigen Treffer seines Teams beisteuerte. Mit seinem nächsten Pflichtspieleinsatz für das Profiteam absolvierte Leya Iseka auch seinen Einstand in der Jupiler Pro League, als er am 18. Januar 2015 bei einem 3:0-Heimsieg über den Lierse SK in der 84. Minute für Andy Nájar ins Spiel kam.
Bis zum Ende der regulären Saison brachte es Leya Iseka auf fünf Kurzeinsätze. In der anschließenden Meisterschaftsrunde saß er, bis auf eine Partie, bei der er gerade im Nachwuchs aktiv war, bei allen Spielen seines Teams auf der Ersatzbank. Dabei brachte er es auf wenige Minuten dauernde Kurzeinsätze, mit Ausnahme der zehnten und letzten Runde, als er erstmals über die volle Spieldauer eingesetzt wurde. Nachdem er in den Spielen der UEFA Champions League 2014/15 seiner Mannschaft gar nicht zum Einsatz gekommen war, da er meist im Nachwuchsteam spielte, und das Team in der Gruppenphase als Dritter der jeweiligen Gruppe vom laufenden Turnier ausgeschieden war, nahm Leya Iseka an beiden nachfolgenden Sechzehntelfinalspielen der UEFA Europa League 2014/15 teil. In Hin- und Rückspiel gegen den FK Dynamo Moskau wurde Leya Iseka von Besnik Hasi zum Spielende hin für jeweils wenige Minuten als Mittelstürmer eingesetzt.
Für die Saison 2016/17 wurde Leya Iseka an Olympique Marseille verliehen. Während er in der Hinrunde auf sieben Kurzeinsätze kam, war er die gesamte Rückrunde nicht im Kader. Beim französischen Fußballpokal 2016/17 war er ebenfalls nicht im Kader. Beim französischen Ligapokal bekam er im Achtelfinale seinen Einsatz, als er in der 46. Minute für Bafétimbi Gomis kam. Letztendlich verlor Marseille gegen den FC Sochaux im Elfmeterschießen mit 5:4.
Für die Saison 2017/18 wurde er an SV Zulte Waregem verliehen.
Zur Saison 2018/19 schloss er sich dem FC Toulouse an. Nachdem Toulouse zur Saison 2020/21 in die zweite Liga abgestiegen war, wurde Iseka nur in den ersten zwei Spielen der neuen Saison eingesetzt. Danach stand er nicht mehr im Spieltagskader. Ende Oktober 2020 wurde er für den Rest der Saison an den FC Metz (in Ligue 1) ausgeliehen.
Am 2. August 2021 wechselte er zum nordenglischen FC Barnsley. Über die Höhe einer Ablöse wurden keine Details veröffentlicht. Im September 2022 wurde er für eine Saison an den türkischen Zweitligisten Adanaspor verliehen.

## Erfolge
mit der Jugend des RSC Anderlecht
- Teilnahmen an der UEFA Youth League: 2013/14 (6 Einsätze, 4 Tore) und 2014/15 (8 Einsätze, 9 Tore)
- Finalist des Torneo di Viareggio: 2014

mit den Profis des RSC Anderlecht
- Belgischer Fußballpokalfinalist: 2014/15